# Rafał Wolski
Rafał Wolski (Kozienice, 10 november 1992) is een Pools voetballer die doorgaans als middenvelder speelt. Hij verruilde Lechia Gdańsk in maart 2020 voor Wisła Płock. Wolski debuteerde in 2012 in het Pools voetbalelftal.
Wolski stroomde in 2010 door vanuit de jeugd van Legia Warschau. Hij speelde 25 competitiewedstrijden in het eerste team, waarna de club hem in januari 2013 voor 2,7 miljoen verkocht aan ACF Fiorentina. Wolski brak niet door bij de Italiaanse club. Die verhuurde hem in 2014 voor een half jaar aan AS Bari en in januari 2014 voor anderhalf jaar aan KV Mechelen. In februari 2016 verliet hij KV Mechelen en ging op huurbasis voor Wisła Kraków spelen. Hij verruilde Fiorentina in juli 2016 voor Lechia Gdańsk. In maart 2020 ging Wolski naar Wisła Płock.

## Interlandcarrière
Wolski debuteerde in 2012 in het Pools voetbalelftal. Hiermee nam hij deel aan onder meer het Europees kampioenschap voetbal 2012.
| Interlands van Rafał Wolski voor Polen | Interlands van Rafał Wolski voor Polen | Interlands van Rafał Wolski voor Polen | Interlands van Rafał Wolski voor Polen | Interlands van Rafał Wolski voor Polen | Interlands van Rafał Wolski voor Polen |
| №                                      | Datum                                  | Wedstrijd                              | Uitslag                                | Competitie                             | Goals                                  |
| -------------------------------------- | -------------------------------------- | -------------------------------------- | -------------------------------------- | -------------------------------------- | -------------------------------------- |
|                                        |                                        |                                        |                                        |                                        |                                        |
| Als speler bij Legia Warschau          |                                        |                                        |                                        |                                        |                                        |
| 1.                                     | 22 mei 2012                            | Letland – Polen                        | 0 – 1                                  | Vriendschappelijk                      |                                        |
| 2.                                     | 26 mei 2012                            | Polen – Slowakije                      | 1 – 0                                  | Vriendschappelijk                      |                                        |
| 3.                                     | 2 juni 2012                            | Polen – Andorra                        | 4 – 0                                  | Vriendschappelijk                      |                                        |
| Als speler bij Fiorentina              |                                        |                                        |                                        |                                        |                                        |
| 4.                                     | 13 mei 2014                            | Duitsland – Polen                      | 0 – 0                                  | Vriendschappelijk                      |                                        |
| Als speler bij Lechia Gdańsk           |                                        |                                        |                                        |                                        |                                        |
| 5.                                     | 5 oktober 2017                         | Armenië – Polen                        | 1 – 6                                  | Kwalificatie WK 2018                   | 89'                                    |
| 6.                                     | 8 oktober 2017                         | Polen – Montenegro                     | 4 – 2                                  | Kwalificatie WK 2018                   |                                        |
| 7.                                     | 13 november 2017                       | Polen – Mexico                         | 0 – 1                                  | Vriendschappelijk                      |                                        |

## Clubstatistieken
| Seizoen         | Club            | Competitie      | Competitie | Competitie | Play-offs | Play-offs | Beker | Beker | Europa | Europa | Totaal | Totaal |
| Seizoen         | Club            | Competitie      | Wed.       | Dlp.       | Wed.      | Dlp.      | Wed.  | Dlp.  | Wed.   | Dlp.   | Wed.   | Dlp.   |
| --------------- | --------------- | --------------- | ---------- | ---------- | --------- | --------- | ----- | ----- | ------ | ------ | ------ | ------ |
| 2010/11         | Legia Warschau  | Ekstraklasa     | 4          | 0          | —         | —         | 2     | 0     | 0      | 0      | 6      | 0      |
| 2011/12         | Legia Warschau  | Ekstraklasa     | 21         | 6          | —         | —         | 5     | 2     | 6      | 0      | 32     | 8      |
| 2012/13         | ACF Fiorentina  | Serie A         | 1          | 0          | —         | —         | 0     | 0     | 0      | 0      | 1      | 0      |
| 2013/14         | ACF Fiorentina  | Serie A         | 14         | 1          | —         | —         | 1     | 0     | 0      | 0      | 15     | 1      |
| 2014/15         | → AS Bari       | Serie B         | 7          | 0          | —         | —         | 0     | 0     | —      | —      | 7      | 0      |
| 2014/15         | → KV Mechelen   | Eerste klasse   | 5          | 2          | 8         | 0         | 0     | 0     | —      | —      | 13     | 2      |
| 2015/16         | → KV Mechelen   | Eerste klasse   | 11         | 0          | 0         | 0         | 2     | 0     | —      | —      | 13     | 0      |
| 2015/16         | → Wisła Kraków  | Ekstraklasa     | 14         | 4          | —         | —         | 0     | 0     | —      | —      | 14     | 4      |
| 2016/17         | Lechia Gdańsk   | Ekstraklasa     | 34         | 2          | —         | —         | 2     | 0     | —      | —      | 36     | 2      |
| 2017/18         | Lechia Gdańsk   | Ekstraklasa     | 11         | 1          | —         | —         | 0     | 0     | —      | —      | 11     | 1      |
| 2018/19         | Lechia Gdańsk   | Ekstraklasa     | 9          | 1          | —         | —         | 2     | 1     | —      | —      | 11     | 2      |
| 2019/20         | Lechia Gdańsk   | Ekstraklasa     | 13         | 1          | —         | —         | 0     | 0     | 1      | 0      | 14     | 1      |
| 2019/20         | Wisła Płock     | Ekstraklasa     | 0          | 0          | —         | —         | 0     | 0     | —      | —      | 0      | 0      |
| 2020/21         | Wisła Płock     | Ekstraklasa     | 7          | 2          | —         | —         | 0     | 0     | —      | —      | 7      | 2      |
| 2021/22         | Wisła Płock     | Ekstraklasa     | 26         | 4          | —         | —         | 0     | 0     | —      | —      | 26     | 4      |
| 2022/23         | Wisła Płock     | Ekstraklasa     | 14         | 6          | —         | —         | 1     | 0     | —      | —      | 15     | 6      |
| Carrière totaal | Carrière totaal | Carrière totaal | 191        | 30         | 8         | 0         | 15    | 3     | 7      | 0      | 221    | 33     |